# Hestiochora erythrota
Hestiochora erythrota là một loài bướm đêm thuộc họ Zygaenidae. Nó được tìm thấy ở New South Wales và Queensland.